# Sopning

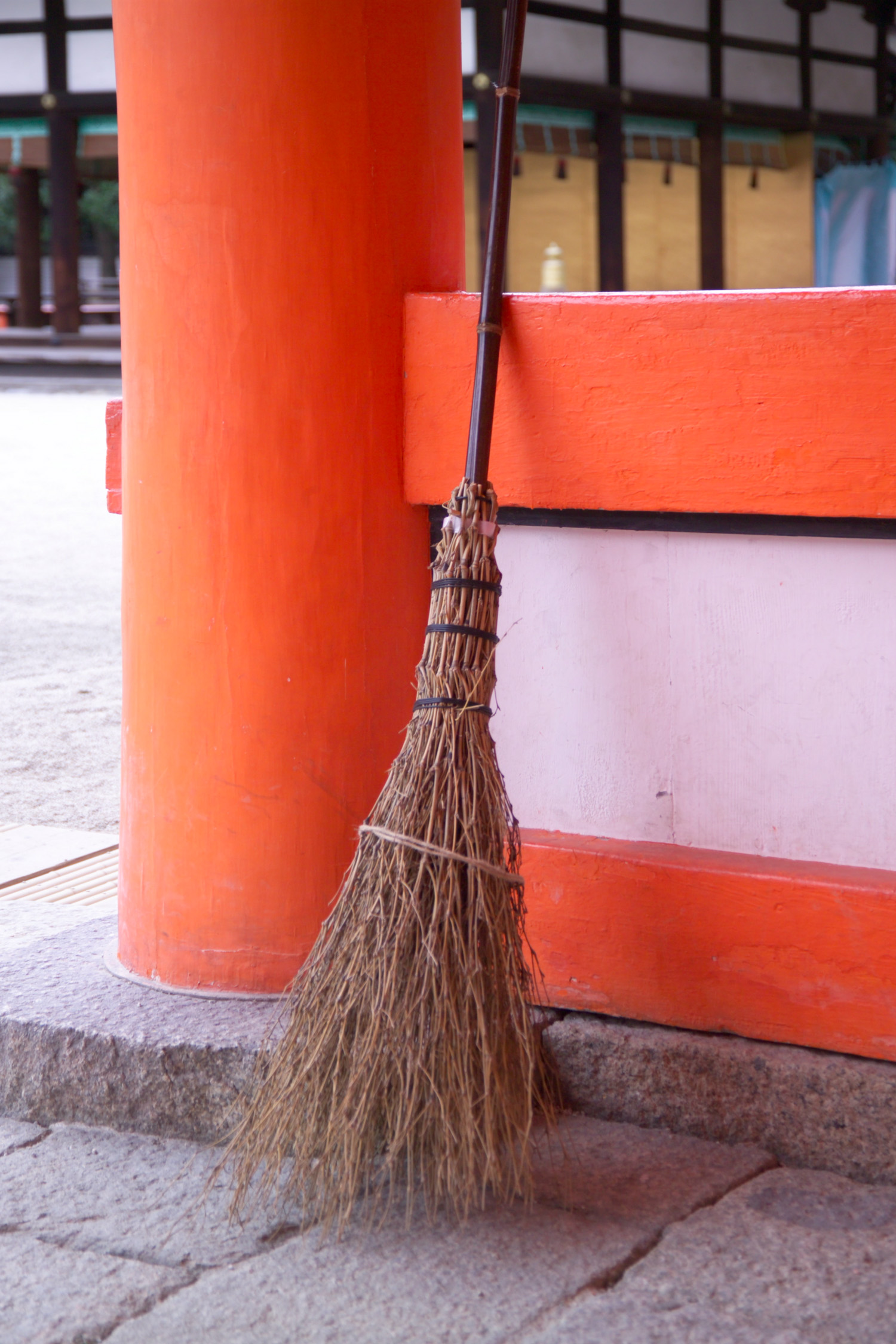
En kvast av äldre modell.

Sopning innebär att en yta sopas rent med hjälp av bland annat kvastar och sopborstar. Numera är sopning inomhus alltmera ovanligt, då dammsugningen tagit över sopningens roll. Utomhus sopas det däremot fortfarande, bland annat för att snygga till offentliga platser genom att bland annat sopa bort löv och kvistar.